# فيليب بويدورو
يولو جونسون أبيل (ولد عام 1942) هو سياسي من جمهورية فانواتو. شغل منصب رئيس البرلمان في فانواتو للفترة من 6 نيسان 2013 حتى 16 حزيران 2015، كما قام بإعمال منصب رئيس فانواتو للفترة من 2 حتى 22 أيلول 2014.